# Thorleif Aamodt
Thorleif Aamodt (* 12. Juni 1909 in Arna, Bergen; † 25. Oktober 2003 in Bergen) war ein norwegischer Organist und Komponist. Bekannt sind seine Arrangements für Chor.

## Leben
Thorleif Aamodt war der Sohn von Olaf Karl Martin Aamodt (* 24. Juni 1867) und seiner Frau Ragna Josephine (* 30. Dezember 1873). Sein ältester Bruder Valter Aamodt war auch Musiker.   Während zweier Studienaufenthalte in England war er Schüler des englischen Komponisten und Organisten Harold Darke (1888–1976). Von 1927 bis 1937 war Aamodt Organist in Laksevåg, Bergen und von 1937 bis 1948 in der Sandvikskirche in Bergen. 1947 machte er mit dem dortigen Kirchenchor eine Chorreise nach England. Von 1948 bis 1980 war er Organist an der Johanneskirche in Bergen. In den 1930er Jahren wurden Konzerte mit Thorleif Aamodt an der Orgel als Solist und Chorbegleiter im Oslo Kringkasting [Rundfunk Oslo] unter anderem aus dem Osloer Dom gesendet. Er spielte eine große Rolle in der Verbreitung englischer Orgelmusik in Norwegen. So führte er am 14. Januar 1937 als erster Organist bei einer norwegischen Rundfunkübertragung englische Orgelmusik auf und schrieb im Organ des Norwegischen Organistenverbandes diverse Artikel über englische Orgelmusik. Unter seinen Leitung erreichte er 1960 mit dem Männerchor Arme Riddere [Arme Ritter] aus Bergen den ersten Platz beim Internationalen Chorwettbewerb in Pontypridd in Wales. Danach verbrachte er 1960 mehrere Monate als Gastorganist an der Norwegischen Seemannskirche in New York (Brooklyn). Seine Frau Ingrid, einer Sängerin (Alt) und wie er Dozentin am Lehrerkolleg in Bergen, begleitet ihn bei diesem Aufenthalt, während dessen sie gemeinsame Konzerte gaben. 1967 begann er in der Johanneskirche eine Konzertreihe mit internationalen Orgelkonzerten; diese Veranstaltungsreihe besteht bis heute. Aamodt dirigierte den Gemeindechor Sandviken und den Kammerchor In Nomine.  Der Bergener Domkantor Magnar Mangersnes (1938–2023) war einer seiner Orgelschüler an der Johanniskirche.

## Werke (Auswahl)

### Orgelwerke
- Drei Choralvorspiele für Orgel, .Lyche Musikkforlag 1965, nach Melodien von Ludvig Mathias Lindeman OCLC 706861979I Kirken den er et gammelt hus [Die Kirche ist ein altes Haus]  II Som tørstige hjort monne skrike [ Wie der durstige Hirsch schreit]  III Min sjel, min sjel, lov Herren [Meine Seele, meine Seele preist den Herrn].

### Chorwerke und Arrangements
- 12 Melodien auf Gedichte von Aasmund Olavsson Vinje vertont von Edvard Grieg (op. 33) bearbeitet für Chor von Thorleif Aamodt. Norsk Musikforlag, 1992.[23]
  - Ved Rundarne. Text: Aasmund Olavsson Vinje. Vertont von Edvard Grieg. (op. 33). Bearbeitung von Thorleif Aamodt. Eingespielt auf: Norske arvestykker [Norwegische Erbstücke] Bergen Domkantorei. Ltg.: Magnar Mangersnes. BD 7012 CD.[24]
- Å kom, å kom Immanuel [O komm, o komm, Immanuel] für gemischten Chor mit Orgelbegleitung. Von Thomas Helmore (1811–1890). Bearbeitet von Thorleif Aamodt. Harald Lyche, Drammen 1963.[25]
- Davids 23. Psalm, für gemischten Chor. Harald Lyche, Drammen, 1975.[26]
- Dette er dagen som Herren har gjort. Text: Psalm 118, 24–26. Für vierstimmigen gemischten Chor mit Orgel. Harald Lyche, Drammen 1974.[27]
- Et Lite Barn så Lystelig. [Ein kleines Kind so hell]. Eingespielt auf: Julekvad. Bergen Domkantorei. Ltg.: Magnar Mangersnes. BD 7017 CD, 1992.[28]
- Fra himlens helligdom. Text: nach Samuel Crossmann (1624–1683); ins Norwegische übersetzt von Helge Johnsen im November 1963; Melodie: Rhosymedre von John David Edwards (1805–1885). Bearbeitet von Thorleif Aamodt im Dezember 1965. Harald Lyche, Drammen 1970.[29]
- I Betlehem oss fødtes [In Betlehem wurden wir geboren]. Text: Helge Johnsen. Eingespielt auf: Julekvad. Bergen Domkantorei. Ltg.: Magnar Mangersnes. BD 7017 CD, 1992.[28]
- O Helga Natt [O heilge Nacht] von Adolphe Adam. Bearbeitung von Thorleif Aamodt. Eingespielt auf: Julestemning. Bergen Nord Kammerkor. Ltg.: Björn Berentsen. BNK CD-0201.[30]
- Sjømannsviser [Seemannsweise] I Pirumstil. Eingespielt auf: Pirum. Recorded Wild. Studentersamfundet I Trondhjem [Studentenvereinigung in Trondheim]. UPLP 773. 1977.[31]
- Tappenstrek [Zapfenstreich]. Eingespielt auf: Pirum. Recorded Wild. Studentersamfundet I Trondhjem [Studentenvereinigung in Trondheim]. UPLP 773. veröffentlicht 1977.[31]
- Ungarischer Tanz Nr. 5 von Johannes Brahms. Bearbeitung von Thorleif Aamodt. Eingespielt auf: Pirum. Recorded Wild. Studentersamfundet I Trondhjem [Studentenvereinigung in Trondheim]. UPLP 773. veröffentlicht 1977.[31]

## Bücher
- Musikkmennesket Mowinckel Jr: En Skjebnesymfoni.  [„Musikmensch Mowinckel Junior: Eine Schicksalssymphonie“] Eide, Bergen 1999. (norwegisch)[32] (Musikalische Biografie über Johan Ludwig Mowinckel junior, den Sohn Johan Ludwig Mowinkels.)

## Werke über Thorleif Aamodt
- Harald Saeverud: Tema for Thorleif Aamodt. Eingespielt auf Naxos: Saeverud: Complete Piano Music, Vol. 2. Einar Steen-Nøkleberg, Klavier. 8.506103. 2002.